# بیوالو (کالیفرنیا)
بیوالو (به انگلیسی: Bivalve) یک منطقهٔ مسکونی در ایالات متحده آمریکا است که در شهرستان مارین، کالیفرنیا واقع شده‌است. بیوالو ۱۳ متر بالاتر از سطح دریا واقع شده‌است.